# 人体艺术模特

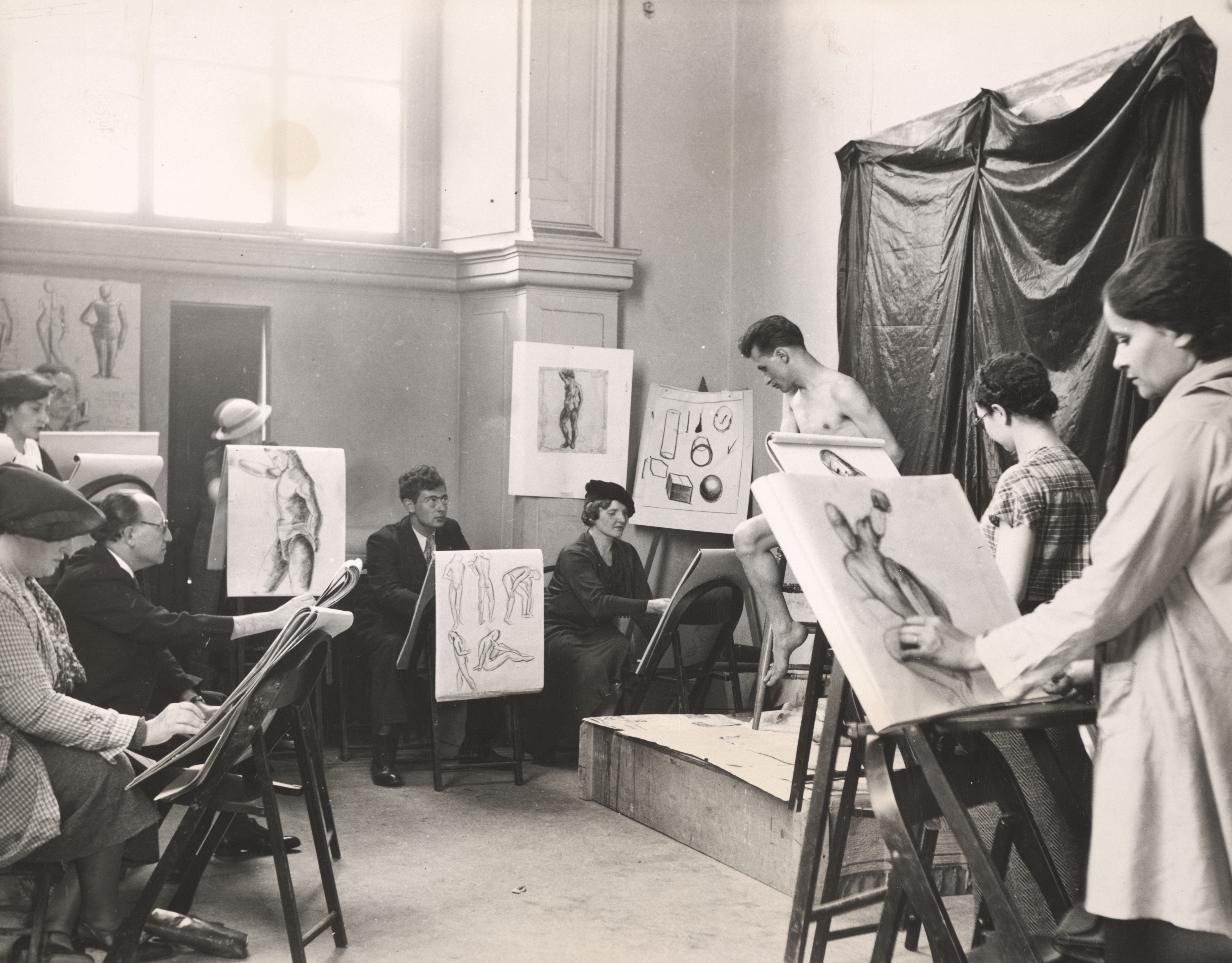
人体艺术模特

人体艺术模特是视觉艺术家聘用的模特，视觉艺术家在创作時這些模特要摆出各种姿势，然後视觉艺术家據此創作藝術品。有時候這些模特不穿衣服。模特要在规定的时间内保持各种姿势。但由於很多一般人對裸體印象並不好，所以這些模特可能會遭到污名化。  （p. 1）